# 嵐橘三郎 (初代)
初代 嵐 橘三郎（しょだい あらし きつさぶろう、明和6年〈1769年〉 - 文政4年9月26日〈1821年10月21日〉）とは、江戸時代中期の歌舞伎役者。俳名李冠、のちに「璃寛」と字を改む。屋号は岡嶋屋、雅号金橘楼。定紋は三つ橘、替紋は三つ柏。

## 来歴
初代嵐吉三郎の三男。安永5年（1776年）頃に嵐吉松の名で大坂の竹田芝居に出る。安永9年(1780年)に父吉三郎が死ぬと、二代目嵐三五郎につき修業する。天明7年(1787年)正月、二代目嵐吉三郎を襲名する。以後大坂を代表する人気役者となり、文政4年(1821年)、吉三郎の名跡を甥の三代目嵐大三郎に譲り、「吉」の字を「橘」に替え嵐橘三郎と名乗った。同年8月、大坂北新地芝居に出演中倒れ9月に没す。享年52。辞世の句は「つもるのも　きゆるも世なり　六ツの花」。
美男で口跡も良く立役として活躍し「近世の稀人」と評され、三代目中村歌右衛門とは大坂の芝居で人気を二分し、その俳名から「大璃寛」（おおりかん）と称された。なお初代橘三郎は実際には役者として「璃寛」を名乗ることは無かったが、通常「初代嵐璃寛」として歴代璃寛の内に入れられている。